# Кристофферсен, Вилли
Вилли Кристофферсен (дат. Willy Kristoffersen, 18 октября 1933, Слагельсе, Дания) — датский хоккеист (хоккей на траве), нападающий.

## Биография
Вилли Кристофферсен родился 18 октября 1933 года в датском городе Слагельсе.
Играл в хоккей на траве за «Слагельсе».
В 1960 году вошёл в состав сборной Дании по хоккею на траве на Олимпийских играх в Риме, занявшей 16-е место. Играл на позиции нападающего, провёл 3 матча, забил 1 мяч в ворота сборной Нидерландов.